# Townsville International Airport

i8
i11
i13
Der Townsville International Airport, auch Townsville Airport oder auf Deutsch Flughafen Townsville, gelegentlich auch Garbutt Airport beziehungsweise Flughafen Garbutt, (IATA-Code: TSV, ICAO-Code: YBTL) ist in internationaler Verkehrsflughafen im Osten Australiens, nahe der Stadt Townsville in Queensland. Der Flughafen selbst tritt als Townsville Airport auf. Der Flughafen teilt sich die Start- und Landebahnen mit der RAAF Base Townsville.

## Geschichte

### Anfänge
Der heutige Townsville International Airport geht auf Ende der 1930er Jahre zurück, als die Stadt Townsville mit dem Bau eines neuen, für Passagierdienste bestimmten Flugplatzes begannen. Als Ort wurde ein küstennahes Gebiet gewählt, welches nah vor den Toren der Stadt lag. Der Airport, damals noch eher als Garbutt Airport bekannt, erhielt am 26. Januar 1939 die offizielle Betriebslizenz, der Flugverkehr wurde schon kurz darauf im Februar desselben Jahres aufgenommen.
Obwohl man in den Planungen anfangs einen Zivilflughafen ins Auge gefasst hatte, wurde wenig später auch ein Zweitnutzung durch die Royal Australian Air Force beschlossen. Diese war auf der Suche nach einem Stützpunkt im Nordosten Australiens und hatte dabei ein Augenmerk auf Townsville gelegt. Der Bau einer Basis neben dem zivilen Flugfeld, dessen Start- und Landebahnen dann auch durch Militärflugzeuge nutzten, wurde beschlossen. Diese konnte bereits im Dezember 1939 in Betrieb genommen werden – nicht einmal ein Jahr nach der Eröffnung des Flugplatzes. Die Basis, welche als RAAF Base Townsville bekannt ist, wird noch heute genutzt und gehört zu den wichtigsten Australiens.

### Zweiter Weltkrieg
Im Zweiten Weltkrieg wurde der Flughafen von Townsville intensiv militärisch genutzt. Dafür wurde der Flughafen im Dezember 1940 durch die Royal Australian Air Force (RAAF) übernommen. Sowohl Flugzeuge der RAAF und der United States Air Force des Verbündeten USA nutzen den Flughafen mit seiner neu eröffneten Basis. Ab Townsville-Garbut wurden fast ausschließlich Einsätze auf dem Pazifik geflogen. Während des Krieges gehörte der Flughafen zu den größten und wichtigsten Militärflugplätzen auf der Südhalbkugel. Um die große Zahl der Flüge durchführen zu können, mussten die Kapazitäten erweitert werden, was zu umfangreichen Ausbaumaßnahmen und Erweiterungen an den Abstellflächen und dem Start- und Landebahnsystem führte.

### Entwicklung nach dem Zweiten Weltkrieg
Nach dem Zweiten Weltkrieg wurde der Zivile Teil Flughafen von Townsville wieder zurück an die Stadt Townsville transferiert, der Militärische verblieb unter der Obhut der RAAF und wurde weitergenutzt. Es erfolgte der (wieder-) Aufbau eines Zivilflugnetzes, welches schnell die Größe des Vorkriegsnetzes überschritten hatte. Angeflogen wurde der Flughafen von den großen australischen Netzwerk-Carriern, bedient wurden ausschließlich Inlandsstrecken.

### Erste internationale Flüge und Ausbau in den 1980er Jahren

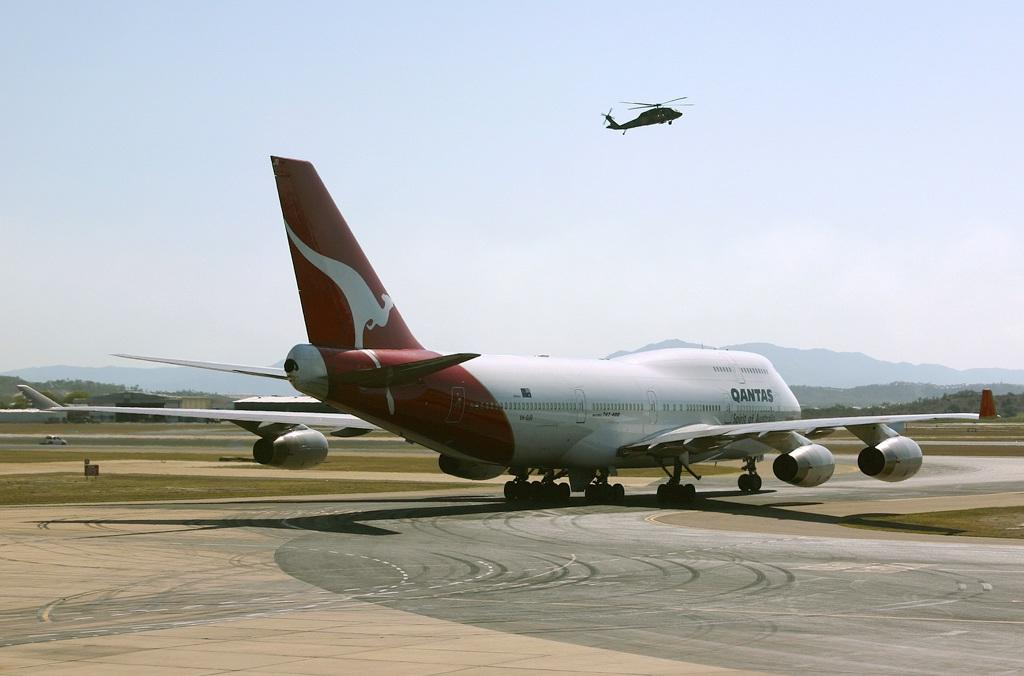
Eine Boeing 747 der Qantas

Im Jahr 1980 fragte Qantas an, Flugstrecken ab Townsville in die Vereinigten Staaten von Amerika und nach Neuseeland aufnehmen zu können. Da der Flughafen bis dahin nicht für internationale Flüge ausgelegt war, mussten zuvor Passagiereinrichtungen für internationale Flüge errichtet werden. Zusätzlich musste auch die Hauptstart- und Landebahn für Flüge mit Boeing 747 verstärkt werden, da Qantas auf den Strecken dieses Fluggerät einsetzen wollte. Beides zusammen kostete ungefähr fünf Millionen Australische Dollar, die vom Eigentümer, der Stadt, und der Regierung aufgebracht wurden. Der erste internationale Linienflug in Townsville wurde im Jahr 1981 mit der Aufnahme beider Strecken durchgeführt.
Das anfangs allein stehende Gebäude sollte jedoch nicht lange so aussehen, wie bei der Eröffnung. Schon 1986 begann man mit großen Umgestaltungs- und Neubaumaßnahmen am Ziviltrakt und der Runway des Flughafens. Das neue Internationale Terminal wurde für elf Millionen Australische Dollar umgebaut und erweitert, sodass es sowohl die internationale Flüge und Inlandsflüge aufnehmen konnte; das bestehende Inlandsfluggebäude wurde somit überflüssig und abgerissen.
Daneben wurde bei der Umbaumaßnahme das ehemalige Inlandsvorfeld erneuert und kann seitdem zwei Großraumflugzeuge, zwei Flugzeuge von der Größe einer Fokker 100 und ein kleines Flugzeug aufnehmen. Zusätzlich wurde auch die Hauptbahn 01/19 neu asphaltiert sowie ein neuer Parkplatz, eine Müllstation und ein Notstromaggregat errichtet sowie die Zufahrtsstraße des Zivilbereiches modifiziert. All diese Umbaumaßnahmen dauerten vom Mai 1986 bis zum April 1988 an.
Im April 1989 übernahm die staatliche Federal Airports Corporation die Verantwortung und Besitztum des Zivilbereiches von der Stadt Townsville.

### Privatisierung
Infolge des Airport Act 1996, bei dem der staatliche Flughafenbetreiber Federal Airports Corporation so gut wie sämtliche größere Verkehrsflughäfen des Landes für jeweils 50 Jahre mit einer Option auf weitere 49 Jahre verleaste wurde auch der Townsville International Airport, wie der Zivilbereich heißt, 1996 verleast. Wegen der langfristigen Leasingverträge wird oftmals von Privatisierung gesprochen. Der Flughafen von Townsville wurde, wie standardmäßig, für 50 Jahre und eine Option auf weitere 49 Jahre an Australian Airports Limited verleast. Der Vertrag wurde am 11. Juni 1998 gezeichnet.
Der Flughafen wurde jedoch nur knapp 10 Jahre von Australian Airports Limited betrieben. Schon 2005 verkaufte sie den Vertrag und damit auch die Betreiberschaft des Flughafens an die Queensland Airport Limited.
in den Folgejahren fanden am Flughafen einige Modernisierungsmaßnahmen statt. So erneuerte man bis Juli 2006 für 20 Millionen Australische Dollar den Runwaybelag. Zudem erhielt auch das Terminal eine Renovierung, die von 2006 bis Anfang 2007 stattfand. Bei der Renovierung errichtete man zusätzliche Check-in-Schalter.

## Flugverkehr

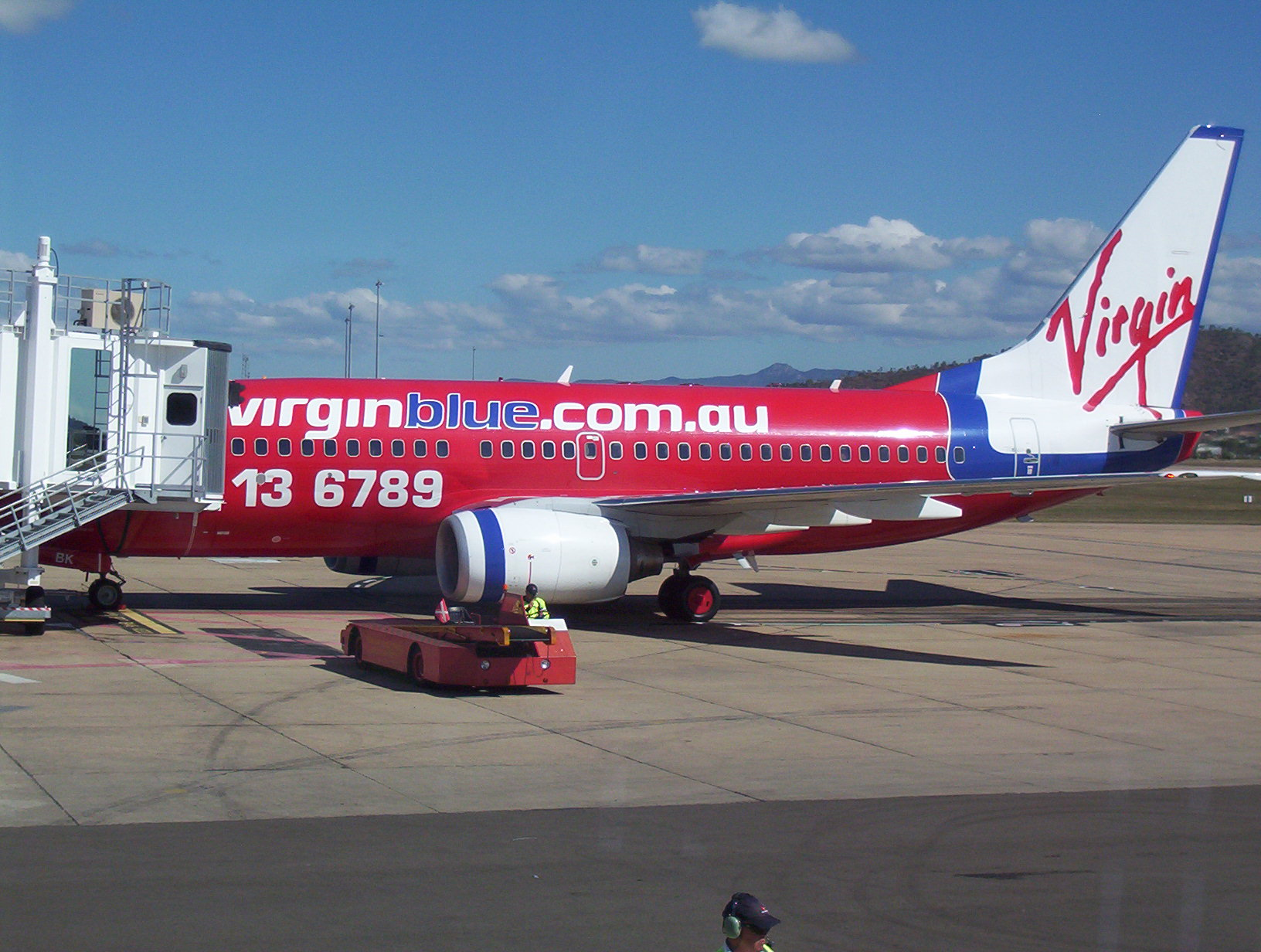
Eine Boeing 737 der Virgin Blue in Townsville

Der Zivilluftverkehr von Townsville ist komplett vom Inlandsmarkt beherrscht. Ab Townsville werden etliche Inlandsziele im Liniendienst angeboten, teilweise mit vielen Zwischenstopps.
Zudem spielen auch Charterflüge für Arbeiter zu Minen in Queensland eine wichtige Rolle. hier ist vor allem Alliance Airlines aktiv.
Die Militärbasis von Townsville ist gut genutzt und sorgt für weitere Flugbewegungen am Platz.

## Passagierstatistik
Im Folgenden befindet sich die Passagierstatistik des Townsville International Airport von über zwei Jahrzehnten. Die Tabelle basiert auf Datensätzen der australischen Department of Infrastructure and Transport.
| Zeitraum | Passagiere | Veränderung in % | Flugbewegungen | Veränderung in % |
| -------- | ---------- | ---------------- | -------------- | ---------------- |
| 1985/86  | 1.029.749  |                  | 17.471         |                  |
| 1986/87  | 1.010.283  | ▼ 1,9 %          | 17.644         | ▲ 1,0 %          |
| 1987/88  | 1.007.196  | ▼ 0,3 %          | 16.482         | ▼ 6,6 %          |
| 1988/89  | 907.614    | ▼ 9,9 %          | 17.425         | ▲ 5,7 %          |
| 1989/90  | 455.146    | ▼ 49,9 %         | 10.732         | ▼ 38,4 %         |
| 1990/91  | 511.835    | ▲ 12,5 %         | 13.732         | ▲ 28,0 %         |
| 1991/92  | 481.779    | ▼ 5,9 %          | 14.299         | ▲ 4,1 %          |
| 1992/93  | 555.084    | ▲ 15,2 %         | 14.386         | ▲ 0,6 %          |
| 1993/94  | 514.358    | ▼ 7,3 %          | 15.137         | ▲ 5,2 %          |
| 1994/95  | 576.687    | ▲ 12,1 %         | 15.928         | ▲ 5,2 %          |
| 1995/96  | 598.115    | ▲ 3,7 %          | 17.103         | ▲ 7,4 %          |
| 1996/97  | 607.426    | ▲ 1,6 %          | 18.035         | ▲ 5,4 %          |
| 1997/98  | 627.902    | ▲ 3,4 %          | 17.373         | ▼ 3,7 %          |
| 1998/99  | 652.864    | ▲ 4,0 %          | 17.943         | ▲ 3,3 %          |
| 1999/20  | 681.638    | ▲ 4,4 %          | 17.994         | ▲ 0,3 %          |
| 2000/01  | 731.908    | ▲ 7,4 %          | 19.013         | ▲ 5,7 %          |
| 2001/02  | 695.866    | ▼ 4,9 %          | 12.687         | ▼ 33,3 %         |
| 2002/03  | 778.370    | ▲ 11,9 %         | 15.208         | ▲ 19,9 %         |
| 2003/04  | 923.389    | ▲ 18,6 %         | 17.402         | ▲ 14,4 %         |
| 2004/05  | 1.055.287  | ▲ 14,3 %         | 20.101         | ▲ 15,5 %         |
| 2005/06  | 1.161.290  | ▲ 10,0 %         | 21.432         | ▲ 6,6 %          |
| 2006/07  | 1.278.888  | ▲ 10,1 %         | 20.247         | ▼ 5,5 %          |
| 2007/08  | 1.365.959  | ▲ 6,8 %          | 19.205         | ▼ 5,1 %          |
| 2008/09  | 1.435.967  | ▲ 5,1 %          | 20.299         | ▲ 5,7 %          |
| 2009/10  | 1.518.369  | ▲ 5,7 %          | 24.565         | ▲ 21,0 %         |

## Zwischenfälle
- Am 7. August 1943 stürzte eine Douglas DC-3/C-47-DL der United States Army Air Forces (USAAF) (Luftfahrzeugkennzeichen 41-7733) nach dem Start vom Flugplatz Townsville in die Cleveland Bay (Queensland, Australien).  Die Maschine trug das Rufzeichen VH-CCE. Alle 27 Insassen, vier Besatzungsmitglieder und 23 Passagiere, wurden getötet.[10]